# Frank Whittle
Sir Frank Whittle, britanski inženir in častnik, * 1. junij 1907, Earlsdon, Coventry, Anglija, † 9. avgust 1996, Columbia, Maryland, ZDA.
Skupaj z von Ohainom si delita naziv očeta reaktivnega pogona.